# 紫穗槐-4,11-二烯
紫穗槐-4,11-二烯（英語：Amorpha-4,11-diene）是一种倍半萜二烯，是青蒿素在黄花蒿中生物合成的的中间体，由紫穗槐-4,11-二烯合酶催化法尼基焦磷酸（FPP）生成，再由CYP71AV1（紫穗槐-4,11-二烯-12-单加氧酶）转化为青蒿酸。

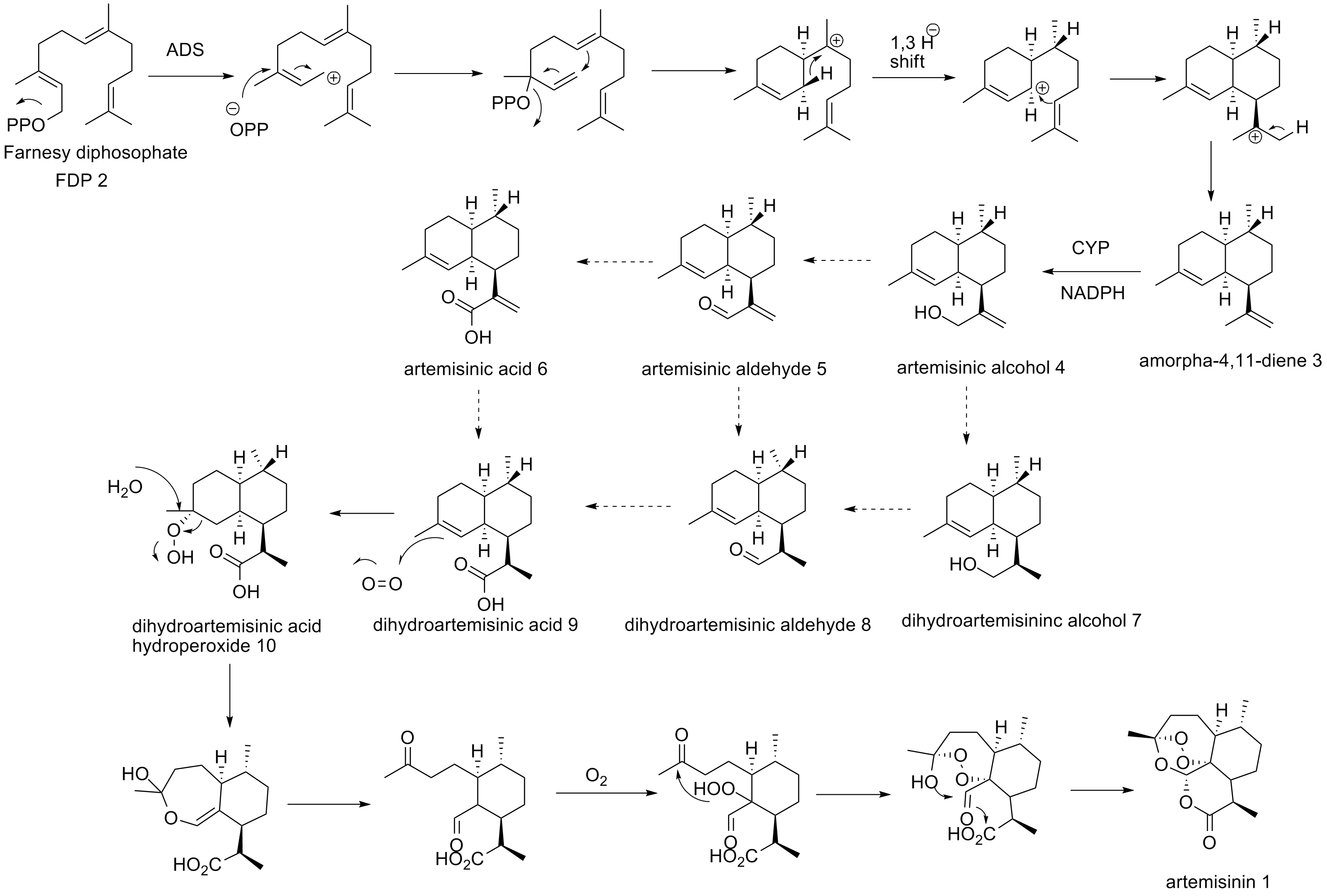
青蒿素的生物合成